# Porte-Saint-Martin
Il quartiere della Porte-Saint-Martin è il 39º  quartiere amministrativo di Parigi situato nel X arrondissement. È così denominato per la vicinanza alla Porte Saint-Martin.

Localizzazione amministrativa del quartiere nel 10 arrondissement attuale